# Ivan Žužek
Ivan Žužek, slovenski rimokatoliški duhovnik, jezuit, teolog, cerkveni pravnik, univ. profesor, urednik, * 2. september 1924, Ljubljana, † 2. februar 2004, Soriano nel Cimino, Italija.

## Življenje in delo
Ivan Žužek, brat teologa Mihaela Žužka, je po klasični gimnaziji v Ljubljani (1936-1944) vstopil 1945 v noviciat jezuitov beneške province, v letih 1947–1950 je študiral filozofijo na papeški filozofski fakulteti Aloisianum v mestih Gallarate in Varese v Italiji, dosegel licenciat oziroma magisterij iz filozofije. Na Gregoriani v Rimu je v letih 1952−1956 študiral bogoslovje, bil 1955 posvečen in dosegel teološki licenciat, na papeškem vzhodnem  institutu 1958 bakalavreat, na fakulteti za cerkveno pravo Gregoriane 1960 licenciat in 1964 doktorat z disertacijo Kormčaja knjiga. Tu je bil do 1995 profesor, v letih 1967−1973 tudi rektor. Leta 1972 je postal glavni tajnik papeške komisije za prenovo zakonika vzhodnih cerkva ter v tej vlogi do 1990 na številnih posvetih in kongresih po vseh celinah usklajeval poglede med vzhodnimi škofi in kanonisti 20 pravoslavnih cerkev. Na podlagi tega je nastal Codex Canonum Ecclesiarum Orientalium (1990), prvi tak zakonik v zgodovini, 1992 strokovno kazalo k temu ter knjiga Understanding the Eastern Code (1997). Urejal je tudi uradno glasilo papeške komisije Nunita in bil glavni pisec člankov. Po letu 1990 je deloval v svetu za razlago cerkvenih zakonov in postal tudi svetovalec papeških uradov s tega področja in glavni duhovni asistent italijanske organizacije katoliških skavtov.  